# Home Insurance Building

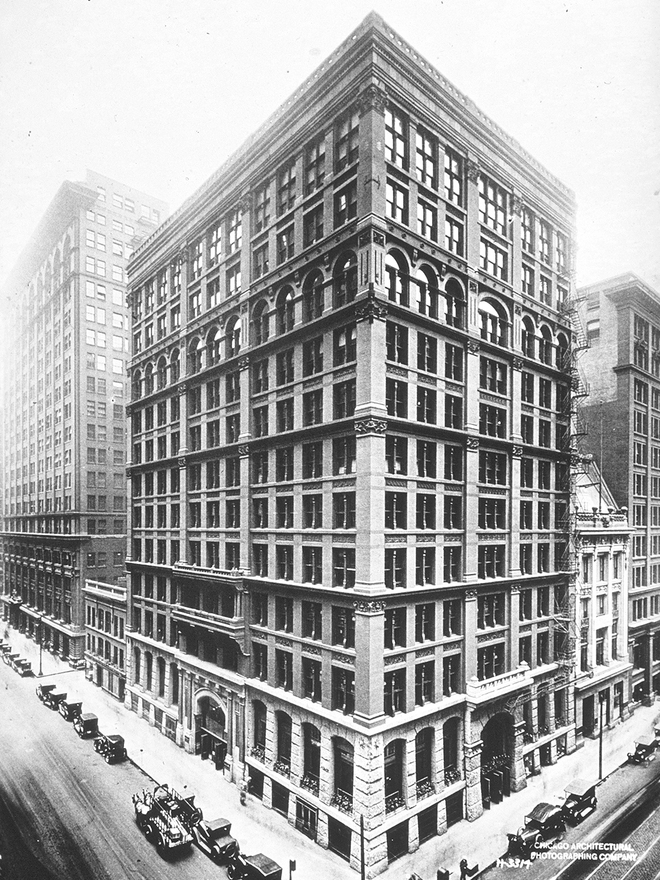
Das Home Insurance Building mit zwölf Etagen

Das Home Insurance Building war ein Hochhaus in Chicago aus dem Jahre 1885, welches aufgrund seiner damals einmaligen Höhe von 42 Metern und zehn Etagen als erstes modernes Hochhaus der Welt gilt. Entworfen wurde das Gebäude von dem Bauingenieur William Le Baron Jenney. Im Jahr 1890 wurde es um zwei weitere Stockwerke auf insgesamt zwölf Etagen und damit 55 Meter erweitert. Das Home Insurance Building und fünf umliegende Gebäude wurden 1931 abgerissen und durch das Field Building, auch LaSalle National Bank Building oder Bank of America Building genannt (1934 fertiggestellt, 45 Stockwerke, 163 Meter), ersetzt.